# Ambrosius Francken II

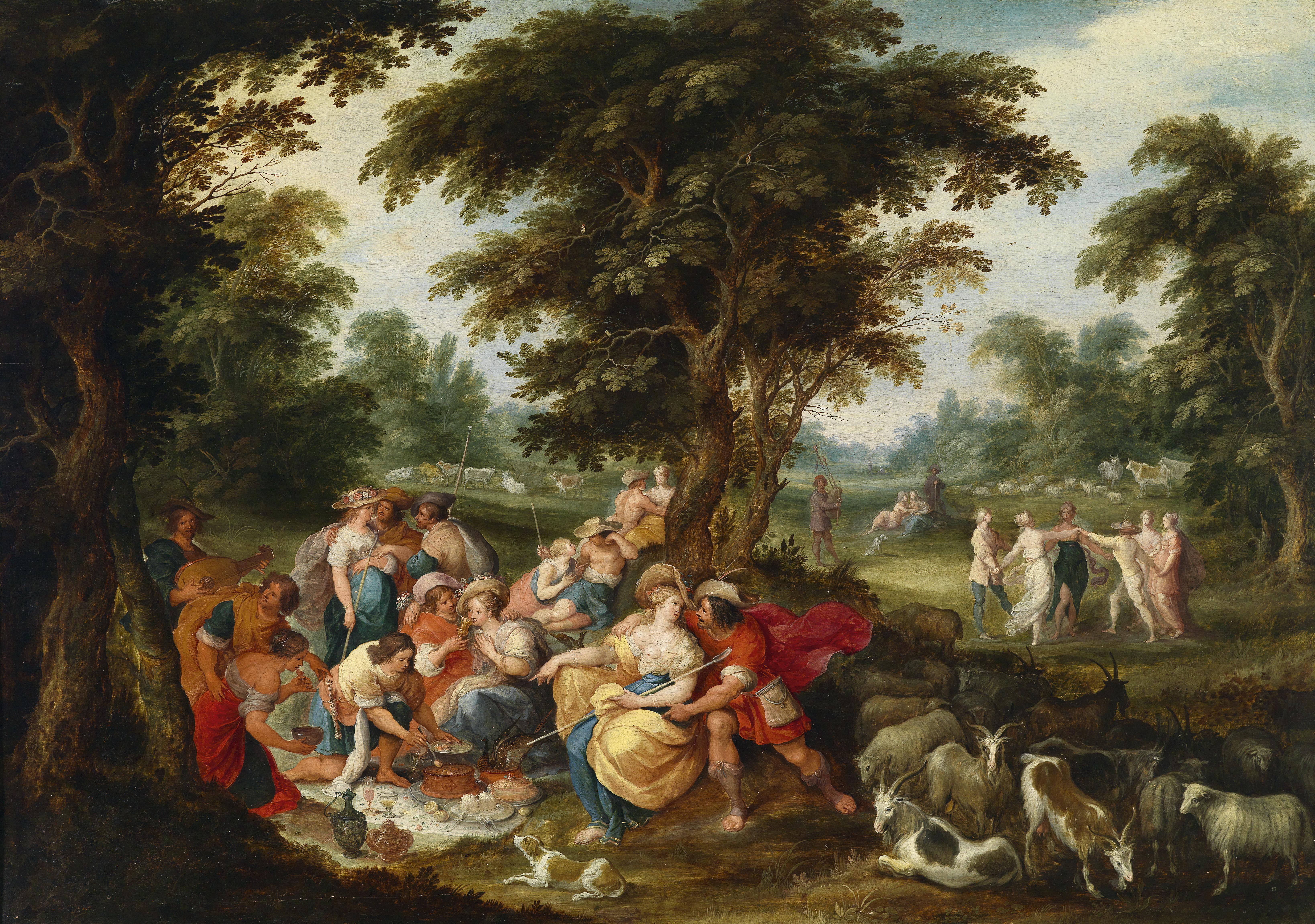
L'età dell'oro

Ambrosius Francken II (Anversa, 1581 – Anversa, 8 agosto 1632) è stato un pittore fiammingo specializzato in dipinti a soggetto religioso.

## Biografia
Apparteneva alla famiglia di pittori Francken: era infatti il secondo figlio di Frans Francken I e di Elisabeth Mertens ed allievo del padre.
A partire dal 1616 operò ad Anversa, dove nel 1624 entrò a far parte della Corporazione di San Luca.
Lavorò anche per qualche tempo a Lovanio, probabilmente presso Mattheus van Negre e fu allievo di Maarten de Vos. Il suo contributo fu determinante per il completamento delle opere pittoriche eseguite tra il 1620 e il 1625 nella cattedrale di quella città.
Si dedicò soprattutto alla pittura di soggetti religiosi, ma eseguì anche opere ispirate a soggetti storici, paesaggi e rappresentazioni del mondo contadino.

## Opere
- Cristo nella casa di Simone con scene dalla vita di Cristo, olio su tavola, 54 x 41,9 cm[5]
- Natività, olio su rame, 48,5 x 65 cm, attribuito[6]
- Caino e Abele, olio su rame, 85 x 114 cm, in collaborazione con Alexander Keirinckx[7]
- L'età dell'oro, olio su tavola, 72,7 × 104,4 cm, in collaborazione con Frans Francken II, Hans Jordaens III, Abraham Govaerts e Alexander Keirinckx